# Roque Cinchado

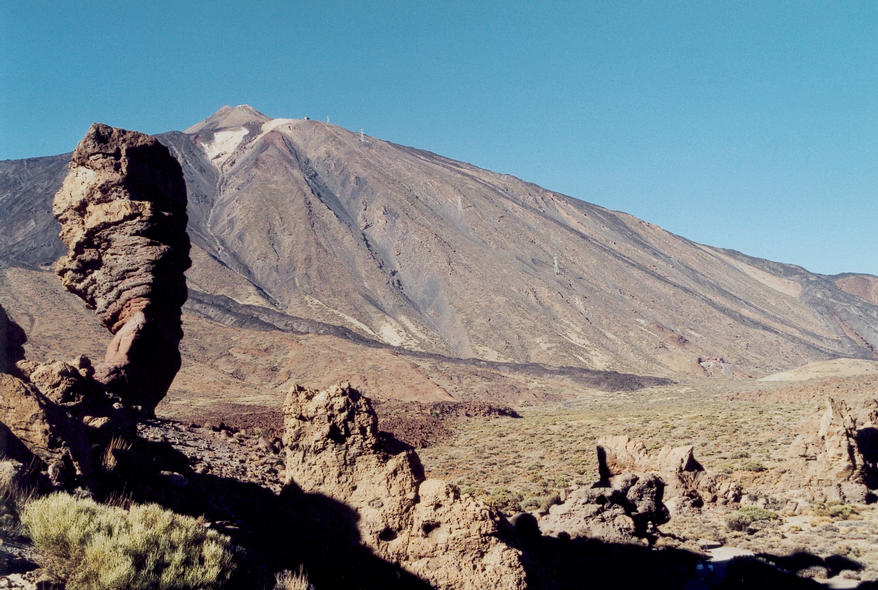
Roque Cinchado ao lado do Teide.

Roque Cinchado é uma das formações rochosas mais exclusivas e emblemáticas da ilha de Tenerife. Está dentro do Parque Nacional do Teide (Património Mundial), no município de La Orotava, perto do vulcão de mesmo nome, no coração da ilha.
El Roque está localizado a cerca de 300 metros abaixo do cume do vulcão Teide, a 2000 m de altitude, é uma formação vulcânica, pertence a uma programação de grandes formações rochosas, remanescentes da antiga cúpula da ilha conhecido como "Roques García".
O Roque é uma das mais famosas formações rochosas: de facto, a sua imagem apareceu em notas de mil pesetas com o Teide trás.